# Kołaczkowo (Gniezno)
Pour les articles homonymes, voir Kołaczkowo.
Kołaczkowo (prononciation : [kɔwat͡ʂˈkɔvɔ]) est un village polonais de la gmina de Witkowo dans le powiat de Gniezno de la voïvodie de Grande-Pologne dans le centre-ouest de la Pologne.
Il se situe à environ 2 kilomètres au nord de Witkowo (siège de la gmina), à 15 kilomètres au sud-est de Gniezno (siège du powiat) et à 58 kilomètres à l'est de Poznań (capitale régionale).

## Histoire
De 1975 à 1998, le village faisait partie du territoire de la voïvodie de Konin.

Depuis 1999, Kołaczkowo est situé dans la voïvodie de Grande-Pologne.